# Zone of avoidance

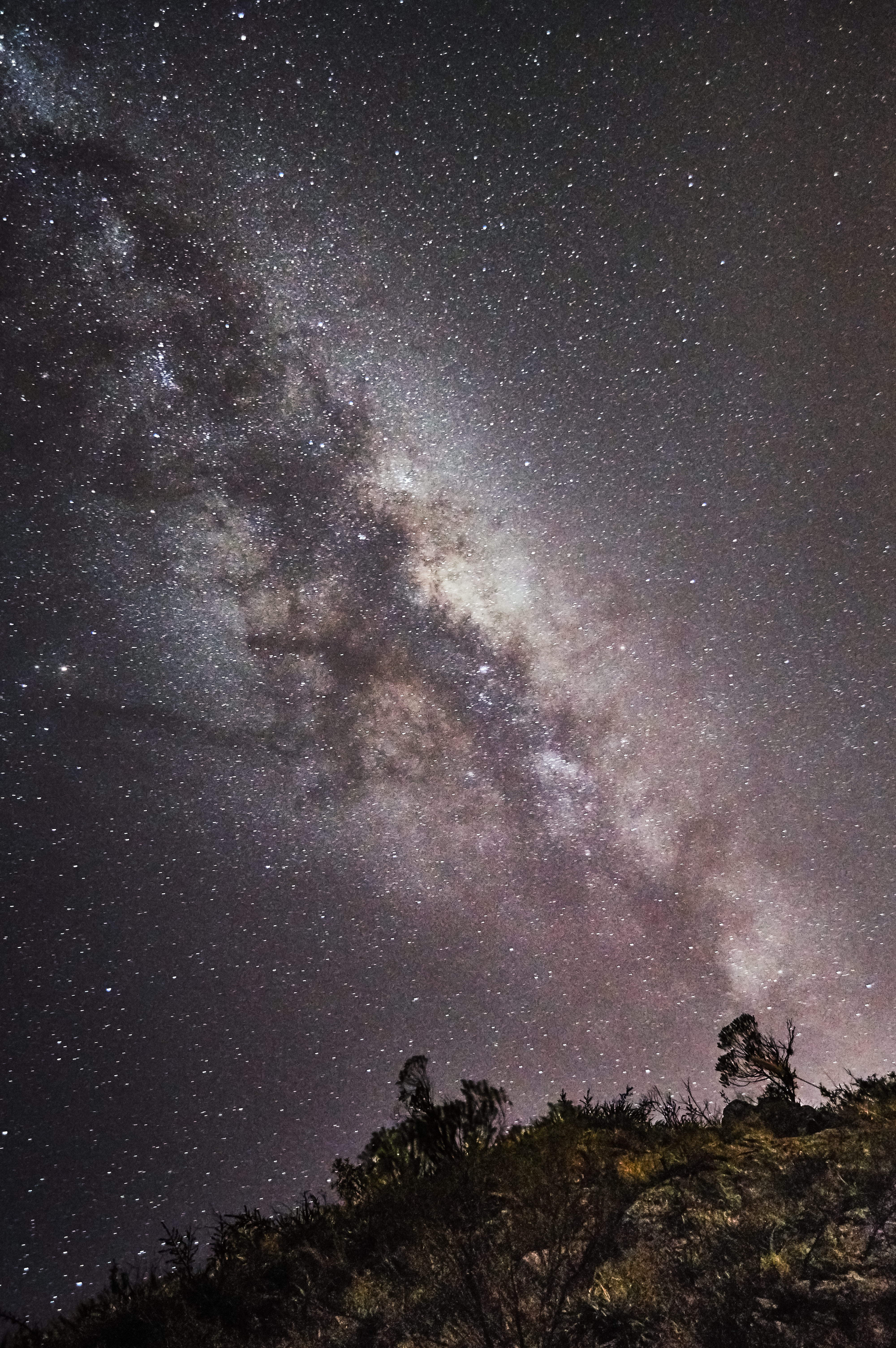
De extinctie in absorptienevels in de Melkweg en het grote aantal sterren veroorzaakt de zone of avoidance

De Zone of avoidance of ZOA is een gebied aan de hemel waar sterrenstelsels in zichtbaar licht slechts zwak of helemaal niet te zien zijn. Deze zone is gelegen rond de galactische equator van de Melkweg. De zone of avoidance bedekt ongeveer 20% van de hemel. De zone wordt veroorzaakt door extinctie door kosmisch stof en door het grote aantal voorgrond sterren in dit gebied.
De aanwezigheid van een zone of avoidance is in 1878 ontdekt door Richard Proctor die wees op een gebied waar weinig nevels te vinden zijn in de Catalogue of Nebulae and Clusters of Stars van William Herschel (die uitgebreid is door John Herschel). Ook Carl Charlier ontdekte deze zone bij zijn studie van de New General Catalogue. Harlow Shapley was in 1961 de eerste die probeerde de zone te definiëren. Shapley ontdekte dat er in de Lick en Harvard Surveys van sterrenstelsels een gebied was met minder dan 5 stelsels per vierkante graad, terwijl elders 54 sterrenstelsels per vierkante graad gevonden worden. In deze tijd werd het begrip zone of avoidance gangbaar omdat dit gebied vermeden werd bij waarnemingen omdat er te weinig bekend was.
Omdat het belangrijk is te weten welke sterrenstelsels zich in de nabijheid van de Melkweg bevinden wordt dit gebied na 1980 op andere golflengtes zoals het infrarood en het radiogebied bestudeerd waar de extinctie door niet zo groot is. Metingen in het infrarood van bijvoorbeeld IRAS en 2MASS hebben een meer compleet beeld van de verdeling van sterrenstelsels aan de hemel opgeleverd. Ook metingen van de 21cm-lijn van neutraal waterstof hebben geleid tot de ontdekkingen van sterrenstelsels in de zone of avoidance. Voorbeelden zijn Dwingeloo 1, Dwingeloo 2, Maffei 1 en Maffei 2.

## Sterrenbeelden waar de galactische equator doorheen loopt[2]
Boogschutter, Slang (enkel het staartgedeelte), Schild, Arend, Pijl, Vosje, Zwaan, Cepheus, Cassiopeia, Giraffe, Perseus, Voerman, Stier, Tweelingen, Orion, Eenhoorn, Grote Hond, Achtersteven, Zeilen, Kiel, Centaur, Zuiderkruis, Passer, Winkelhaak, Altaar, Schorpioen, Slangendrager.

## Lockman Hole
Het tegengestelde gebied van de zone of avoidance is het Lockman Hole waar de extinctie veroorzaakt door stof in het Melkwegstelsel minimaal is.